# ديف فيليبس (لاعب كرة قدم)
ديف فيليبس (بالإنجليزية: Dave Phillips) هو لاعب هوكي الجليد ولاعب كرة قدم بريطاني، ولد في 14 أغسطس 1987 في Beverley ‏ في المملكة المتحدة. لعب مع عمالقة بلفاست ‏.

## وصلات خارجية
- ديف فيليبس على موقع EliteProspects.com (الإنجليزية)
- ديف فيليبس على موقع HockeyDB.com (الإنجليزية)